# Flop Jih
FLOP JIH spol. s r.o. byla společnost, která dodávala služby vlastním frančízingovým řetězcům FLOP A a FLOP B, které sdružovaly prodejce potravin anebo prodejce drogistického zboží. Řetězce tvořilo přes 250 nezávislých prodejen, z nichž drtivá většina se nacházela v Jihočeském kraji. Součástí společnosti byla i divize GASTRO, která zásobovala hotely, vyvařující restaurace, jídelny, školy a nemocnice.[zdroj?]
Společnost byla zásobována navazujícím velkoskladem Flosman a.s.. Skupina Flop/Flosman byla rodinným podnikem zcela vlastněný manžely Pavlem a Marcelou Flosmanovými, v roce 2008 skupina vytvářela roční obrat 3,5 miliardy Kč, provozovala tři vlastní velkosklady s výměrou 12000 m² a měla přibližně 400 zaměstnanců. Řetězec Flop úspěšně konkuroval nadnárodním řetězcům.

## Prodejní řetězce Flop
Řetězec FLOP A tvořilo 174 prodejen, řetězec FLOP B tvořilo 93 prodejen. Prodejní místa ležela v Jihočeském, Plzeňském, Středočeském a Jihomoravském kraji a v Kraji Vysočina. Z hlediska nakupujícího zákazníka nebyl rozdíl mezi řetězci FLOP A a B, protože se lišily jen způsobem fungování distribučního řetězce.
V roce 2007 zahájil Flop expanzi. Cílem bylo postavit 150 vlastních prodejen podle vlastního standardu nazvaného Česká chalupa (resp. Moravská chalupa).

### FLOP A
Řetězec vznikl 1. ledna 1998. Účastníci, většinou s prostorovou dispozicí supermarketu, řetězce centrálně odebírali zboží a fakturovali na jedno identifikační číslo, aby díky většímu obratu snáze vyjednávali množstevní slevy. Důležitou podmínkou členství v řetězci byl minimální obrat 750000 Kč během každého měsíce.

### FLOP B
Řetězec vznikl 1. června 2001. Účastníci, většinou menší prodejní místa, nevyužívala centrální fakturaci. Důležitou podmínkou členství v řetězci byl minimální obrat 350000 Kč během každého měsíce.

### FLOP GASTRO
Členové řetězce GASTRO museli vydávat alespoň 350 jídel denně. Řetězec tvořilo více než 80 odběratelů, z nichž nejvýznamnějším byl Hotel Gomel.

### Možné služby v prostorách prodejen Flop
V prodejnách řetězce Flop byly nasazeny bezkontaktní platební terminály České spořitelny. Flop a Česká pošta jednali o možné spolupráci. Pošta zvažovala zřizování svých poboček v prodejnách Flopu. V minulosti byl Flop jeden ze tří řetězců, kterým pošta neúspěšně nabízela prostory poboček s plánovaným ukončením provozu.

### Služby poskytované prodejcům v řetězci Flop
Flop Jih zajišťoval prodejcům v řetězci:
- vyjednávání množstevních a jiných slev,
- výrobu a distribuci propagačních materiálů,
- dodávku produktů s privátní značkou Flop,
- kontrolu kvality.